# Canal de Bellús a Xàtiva
El Canal de Bellús a Xàtiva és una obra hidràulica que voreja el marge esquerre del riu Albaida. Neix a la font de Bellús, enmig del que es coneix com a Senda de l'Estret de les Aigües. Travessa la partida de l'Ambastida i El Pla fins a arribar a Xàtiva per la porta de Cocentaina.
El naixement es produeix mitjançant una deu censada per l'institut geogràfic militar d'Espanya amb el número 1026. Aquest naixement es troba al terme municipal de Bellús situant-se, en el contrafort nord-oriental de la Serra Grossa. El canal neix a 112,73 metres d'altitud i té una longitud de 7158 metres. Recorre tres termes municipals, Bellús, el Genovés i Xàtiva, fins a arribar a aquesta última població. Sota terra, la canonada està construïda amb una successió de cossos de ceràmica d'1,74 cm de gruix i 84 cm de diàmetre. Aquesta obra es va reforçar a l'exterior amb argamassa. Els respiradors facilitaven l'entrada dels nens que netejaven antigament les canonades i arreglaven els desperfectes.
Al Genovés, a la partida d'Alboi, es troben les Arcadetes d'Alboi, un aqüeducte format per nou arcs apuntats, d'època gòtica, amb carreus i dimensions desiguals, de cent metres de longitud i uns vint d'altura. Aquest aqüeducte amb els seus nou arcs i els seus més de 200 metres de longitud, construït possiblement al segle xi, és un dels més espectaculars d'aquestes comarques. Catalogat com bic, amb el codi 46.23.145-019, i denominació: Canal de Bellús a Xàtiva, també es recull una altra denominació: Aqüeducte d'Alboi. Arcadetes de Alboy. La seva declaració va ser singular, comptant amb anotació M º: RI-51-0011170, des de l'any 2005.

## Descripció
La conducció voreja el marge esquerre del riu Albaida des de la deu fins a la partida que es coneix com de l'Ambastida pel camí on es desvia cap a la partida de "El Pla" pel camí de la casa Sumsi fins a arribar a la porta de Cocentaina de la ciutat de Xàtiva. Els accidents topogràfics trobats al llarg del traçat del canal (barranc de la Casa Quadrat, barranc del Pont Sec, barranc de Angeliu o barranc de Sant Antoni) se salven mitjançant arcades de distinta longitud i que en un principi es van executar en fusta i, després segons consta en cròniques escrites es van refer en obra de fàbrica. Les altres dificultats orogràfiques són salvades mitjançant excavacions en el terreny i resoltes mitjançant un sistema de alcavones o voltes de maó de pla.
La primera de les arcades és la que salva el barranc denominat del Quadrado o de la Font Quintana. Està compost per dos arcs, un apuntat i un altre més petit  de mig punt, que aconsegueixen una amplitud en planta d'uns cinc metres, estan construïts amb lloses de pedra. Després de travessar la pedania d'Alboi es troba l'aqüeducte del barranc del Pont Sec anomenat Arcadetes d'Alboi, consistent en una successió de nou arcs apuntats, d'època gòtica, realitzats amb carreus i amb dimensions desiguals. La seva longitud total és d'uns cent metres i l'altura és d'uns vint sobre el punt més baix. Més endavant, un cop passada la zona de la Corona de l'Estrela, es troba l'última de les arcades que queden en peu. Es tracta d'una conducció d'obra de maçoneria composta per dos arcs apuntats realitzats en rajola i l'altura total sobre el nivell del barranc no supera els sis metres. Durant el transcurs del canal s'observen una sèrie d'elements verticals circulars denominats respiralls, per on el conducte comunicava amb l'exterior durant el seu trajecte subterrani. La manca i disposició d'aquests no seguia cap regla marcada però es col·locaven per a afavorir tasques de neteja, captació d'aigua puntual o d'anivellació i fuga d'aire tancat. Es conserven al voltant de setanta.
La neteja i reparació anual del canal es duia a terme a quaresma, per a això, s'emmagatzemava aigua en un aljub situat a la plaça de Sant Pere, s'interrompia el pas de l'aigua, abocant al riu, i es procedia a "enllacar" la conducció amb una pasta, anomenada "Llaca", feta amb oli i argila, amb la qual es reparaven clivelles i fugues.
De la distribució de l'aigua que transporta el canal hem de dir que es divideix en files d'aigua. Antigament, segons constaten els escrits de Jaubert de Passa, es distribuïa en deu files d'aigua. L'ordre d'aquestes és el següent:
- La primera correspon a la denominada "Pla de la mesquita" o "belluset", està situada una vegada passada la zona de la Corona del l'estrela i a la zona que es diu Pla de la Mesquita. Dona reg a 304 fanecades (504 segons Alfred Boluda) dividida en set tandes.
- La segona, anomenada del portal de Cocentaina o de la bassa del mercat se situa abans d'entrar a la ciutat. D'aquesta fila antigament es donava moviment a un molí arrosser, s'alimentava una bassa i una font pública i es donava reg a 380 fanecades (1150 segons Alfred Boluda) de la partida dels Cremats, repartides en vuit tandes.
- Es reparteixen 7 files per al consum humà i per a abastir gran nombre de fonts públiques i privades, després d'això, els sobrants formaven una tercera fila per a ús agrícola, denominada fila del Lleonet, es distribuïa en vuit tandes i regava 360 faneacdes de la partida del Lleonet (1152 segons Alfred Boluda).
- L'última era la denominada "fila de la bassa de les barreres" i alimentava la bassa i el molí de la Verge. Es dividia en vuit tandes i regava 330 fanecades de la partida de la Vila (1536 segons Alfred Boluda).[2][4]

A l'interior de la població l'aigua es distribuïa d'una manera molt similar a la de la ciutat de Damasc. Del canal principal sortien petites derivacions que desembocaven en unes arquetes de pedra anomenades partidors enterrades per sota de la via pública. Aquests distribuïdors estaven dividits en compartiments travessats per orificis de diversos diàmetres, per on l'aigua discorria fins als domicilis amb dret i fonts públiques. El repartiment de fonts varia entre els plans i manuscrits trobats sent el referent més fiable per no entrar en contradiccions el datat a final de l'any 1700 i conservat a la  Biblioteca Nacional. En aquest document es descriuen les quinze fonts reials, huit veïnals i un nombre per determinar de fonts particulars. La distribució de l'aigua es realitzava per canelles de distintes plomes (unitat de superfície dels conductes). En un altre document d'estudi realitzat per Gonzalo Viñes Masip es defineix la quantitat de fonts que hi havia quan es van formar les ordenances generals de la ciutat. Aquestes eren quinze reals, set veïnals i setanta particulars.
Parts integrants del canal:
- El canal històric i el seu tram abandonat, entre el barranc del Pont Sec i el barranc de la Canal de Ferro (Senda de Diego), amb els seus respirador so respiralls i les seues arquetes de pedra o partidors.
- Arcades o Arcadetes del barranc de l'Angeliu o de Sant Antoni.
- Arcades o Arcadetes d'Alboi.
- Arcades o Arcadetes del barranc del Quadrado.

Fonts Reals:
- Font dels vint-i-cinc dolls.
- Font de l'Aldomar.
- Font de la Trinitat.
- Font de Sant Francesc.
- Font de Ferran VII a la plaça del Sant Jaume.

Fonts veïnals:
- Font de Pinyana a la plaça de la Morera.
- Font de l'Àngel.
- Font dels peixos de l'Albereda.
- Font del Lleó.[2][4]

## Història
La data exacta de construcció del canal de Bellús es desconeix a causa de les poques referències i dades que existeixen. L'historiador Mariano González Baldoví afirma que va ser construït amb anterioritat al segle xii, ja que es coneix concessió per part del rei Jaume I d'Aragó a 1264 l'ús d'uns banys i d'una font a la ubicació on actualment es troba la font dels vint-i-cinc dolls. Però la dada més aclaridor del possible origen anterior a la conquesta del canal és que el setge a què va estar sotmesa Xàtiva pel rei  Jaume I. Aquest es va situar en un lloc estratègic denominat l'Ambastida. Aquest monticle es troba entre el riu Albaida i les Arcadetes d'Alboi de manera que tenia dominada l'arribada d'aigua a la ciutat islàmica. No obstant això altres historiadors, com  Martí de Viciana (1563) i Francisco Diago (1613) principalment situen la seva construcció després de la  conquesta cristiana de la zona. Aquest últim en un escrit afirma:
| « | La ciutat de Xàtiva emprendre en temps passats, després de la conquesta traher encañada la font de Belluz, i amb aver fet innombrables despeses no va sortir d'aquesta empresa amb sencera perfecció, perquè encara que va arribar la font a la ciutat, no semblava negoci de durada, ni llegava amb l'ésser que convenia i així per avingudes d'aigua es va destruir la canella i es va perdre l'aigua prop de l'any 1400 amb fart sentiment de la ciutat, perquè sense ella quedava com sense vida i salut i bellesa perquè a l'estiu els aires calents que solien refrescar-se amb aquella aigua dividida, per no sèrie de dany, van perdre aquest regal i medicina. La ciutat avesada a aquell regal, va haver d'esforçar a emprendre aquell canella altra vegada i per diferent part i camí perquè estigués lliure i segur de les avingudes d'aigua, i hallóse que es podia llaurar la canella en la mateixa roca on Nasce l'aigua i encañarla allà mateix i per la falda de la muntanya endavant i va ser cosa estranya que no va faltar qui va emprendre la fàbrica de la canella fins a la ciutat per mil cinc-cents florins; emprendióla a la fi en 1407 i túvola acabada en dos anys i mig als primers de abril de 1410 que va ser diligència d'estima. | » |

Es conserva també un document que fa referència a la séquia de Bellús titulat Llibre del repartiment de la Séquia de Bellús de l'any 1680. És important esmentar que la séquia de Bellús és nomenada per tots els historiadors i observadors com de les més importants, tant pel seu caràcter de necessària per al consum humà com per l'enginy pel seu traçat. No és en va que  Cavanilles en els seus Observacions o Jaubert de Passa en els seus estudis de canals de reg llevantins descriguin amb admiració el canal i en general tot el sistema. El document més important que fa referència a la séquia el tenim en el Llibre de les Ordenances de Sant Felip (1750) en el qual en la tercera part del títol desè es dedica a notícies de la font de Bellús i marca ordenances per al seu govern. En aquestes ordenances apareix un privilegi de 1404 en el qual el rei  Martí I dona facultat a la ciutat per imposar sancions i multes a aquells que atemptin contra la "més copiosa séquia" de la ciutat. A l'Arxiu municipal de Xàtiva es conserven els següents lligalls relatius a la construcció de la séquia:
- Visures i altres diligències de la séquia de Bellús. Lligall 615. Any 1747. Consisteix en un lligall que recopila tota la informació de desperfectes i altres incidències que es produeixen al canal.
- Llibre visorio del rec de Bellús. Lligall 1738/6. Anys 1817 - 1926. Consisteix en un llibre on es repassa la séquia i s'anoten els desperfectes a reparar així com l'informe de l'arquitecte municipal Sr Francisco Cuenca.
- Llibre per vendes de sobrants d'aigua. Séquia de Bellús. Lligall 1695. Any 1872. Consisteix en un llibre que conté desenes d'expedients de sol·licituds de canvis de canonades, compra de sobrants i permisos d'ús d'aigua en propietats privades i fonts públiques. En el llibre apareix una sol·licitud procedent d'un molí urbà situat a la plaça de la Bassa, anomenat de la Mare de Déu, a més d'una relació exhaustiva de propietaris amb dret d'ús. Corresponent al segle XX es troben, en el mateix arxiu, tres projectes que ens descriuen obres o reparacions sobre el canal de Bellús.
- Projecte de distribució d'aigües d'alta pressió. Novembre de 1935. Enginyers W. Giménez de l'Església i Arturo Piera Barberà. D'aquest document cal destacar el projecte de la construcció de dos dipòsits de 250 m 3 independents en el camí de Sant Antoni, a uns cinc-cents metres de l'entrada de la ciutat. Des d'aquí l'aigua va impulsada a dos dipòsits de diferent cota (170 i 150 metres) al nucli urbà per aconseguir una pressió suficient en el subministrament urbà. Aquests dipòsits van ser construïts per l'enginyer José M. Armero Pla en els anys 60, són al Bellveret.
- Conducció d'aigües des del brollador de Bellús a Xàtiva. Març de 1936. Enginyers W. Giménez de l'Església i Arturo Piera Barberà. En aquest estudi es realitza una completa anàlisi topogràfic de pendents, així com una proposta de construcció d'un nou canal. Correspon amb el projecte realitzat de la nova construcció que es va construir paral·lela a l'antiga excepte en dos trams que es van resoldre en túnel.
- Projecte de construcció de nou canal de proveïment d'aigua a Xàtiva i reparació de l'existent. Conselleria d'Obres Públiques, Urbanisme i Transport. Divisió de Recursos Hidràulics. Xàtiva 1988. Aquest projecte correspon a l'última intervenció realitzada sobre el canal que va consistir en la construcció d'una nova canalització en l'últim tram (camí de Sant Antoni) i un sifó per salvar el barranc del Pont Sec que sembla es va destruir el canal antic en els trams en què es va arribar a actuar.[2]